# فرفیلد، شهرستان بلونت، تنسی
فرفیلد (به انگلیسی: Fairfield) یک منطقهٔ مسکونی در ایالات متحده آمریکا است که در شهرستان بلونت، تنسی واقع شده‌است. فرفیلد ۲۹۹٫۰۱ متر بالاتر از سطح دریا واقع شده‌است.